# Robert Żymankowski
Robert Żymankowski (ur. 31 lipca 1968) – polski hokeista.

## Kariera
- Zagłębie Sosnowiec (1986–1988)
- Unia Oświęcim (1990-1992, 1993-1994)
- STS Sanok (1994–1995)

W barwach reprezentacji Polski do lat 20 uczestniczył w turnieju mistrzostw świata juniorów do lat 20 w 1987 (Grupa A). W sezonie I ligi 1994/1995 grał w STS Sanok.

## Sukcesy
Klubowe
- Brązowy medal mistrzostw Polski: 1988 z Zagłębiem Sosnowiec
- Srebrny medal mistrzostw Polski: 1991, 1994 z Unią Oświęcim
- Złoty medal mistrzostw Polski: 1992 z Unią Oświęcim